# Dardan d'Abkhàzia
Dardan Xarvaixidze, també anomenat Dardin (en georgià: დარდან შირვაშიძე ; mort el 26 de juny de 1243 al Kösedağ) fou un noble georgiana del segle xiii. Membre de la dinastia dels Xarvaixidze, va dirigir Abkhàzia en qualitat de governador hereditari (eristavi) pee compte de la reina Russudan de Geòrgia, mentre que els mongols envaïen i sotmetien el regne al seu jou. Per oposar-se a aquests últims, va formar una alliance amb altres nobles georgians i va oferir la seva ajuda als seljúcides contra els mongols, però va morir en la batalla decisiva l'any 1243.
Poques informacions han arribat sobre Dardan Xervaxidze, els regnats dels prínceps abkhazos de l'Edat Mitjana estant poc documentats per les fonts georgianes contemporànies. Membre d'una dinastia influent a Geòrgia occidental, era fill d'Otago II d'Abkhàzia Xarvaixidze, i algun temps després de la mort d'aquest esdevingué eristavi de la província gèorgiana d'Abkhàzia, probablement en els últims anys de l'edat d'or del regne georgià; un possible interregne podria ser degut a una minoria d'edat. Dardan va ser testimoni de la invasió mongola de Geòrgia al final dels anys 1230.
Dardan fou un dels últims prínceps georgians a refusar de sotmetre's al jou dels invasors, permetent a Abkhàzia de restar independent del kan Ögödei (regnat 1227-1241). El 1243, mentre que la reina Russudan acceptava la sobirania dels mongols sobre Transcaucàsia, Dardan es va unir a les tropes de Kaykhusraw II, sultan seljúcida de Rum, que intentava establir una última oposició als invasors en el món turc, al costat d'altres nobles rebels de Geòrgia com Txamadavle de Akhaltsikhe el 1243. Ironiquement, el 26 de 26, Dardan fou un dels comandants del costat seljúcida al Kösedağ, afrontant els 3 000 auxiliars georgians (entre els 15 a 20 000 homes en total de les tropes enemigues). El eristavi va morir en combat i els mongols van assolir una victòria decisiva malgrat la superioritat numèrica de les tropes turques.